# 더 치즈케이크 팩토리

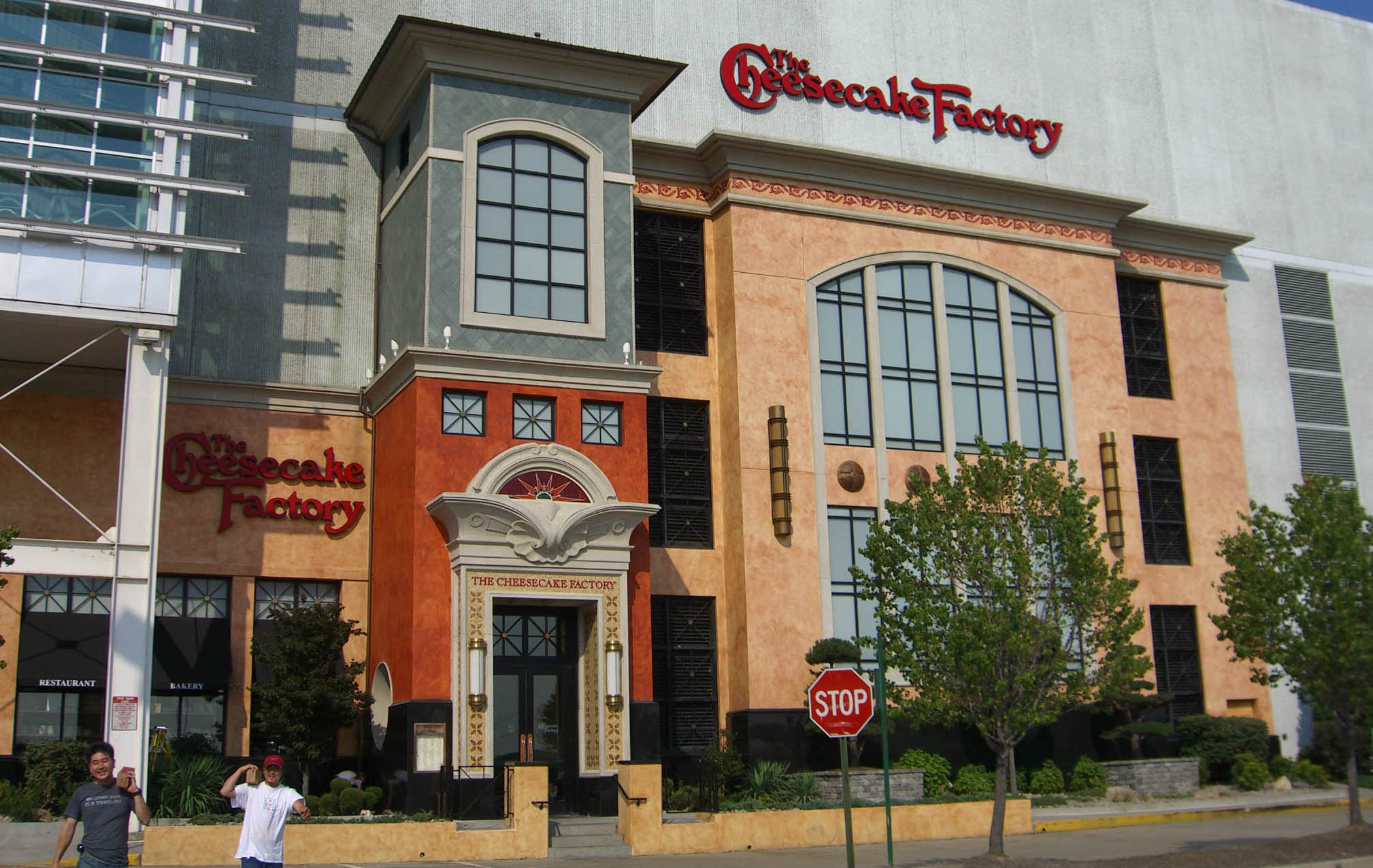
더 치즈케이크 팩토리 점포

더 치즈케이크 팩토리(The Cheesecake Factory)는 미국의 프랜차이즈 식당이다. 미국 안 34개 주와 워싱턴 D.C.에 치즈케이크 팩토리란 이름으로 148개 점포가 있으며, 그랜드 럭스 카페(Grand Lux Cafe)로 13개, 락슈가 팬 에이션 마켓(RockSugar Pan Asian Kitchen)이란 이름으로도 한 개의 점포가 있다.
1978년 캘리포니아주 베벌리힐스에서 데이비드 M. 오버턴(David M. Overton)이 설립하였다. 나스닥 상장 기업이며, 2008년 기준으로 회사의 총 수입은 16억 달러에 이른다.
미국의 시트콤 《빅뱅 이론》의 등장인물 페니가 직원으로 일하는 곳으로 많이 알려져 있다.

## 메뉴

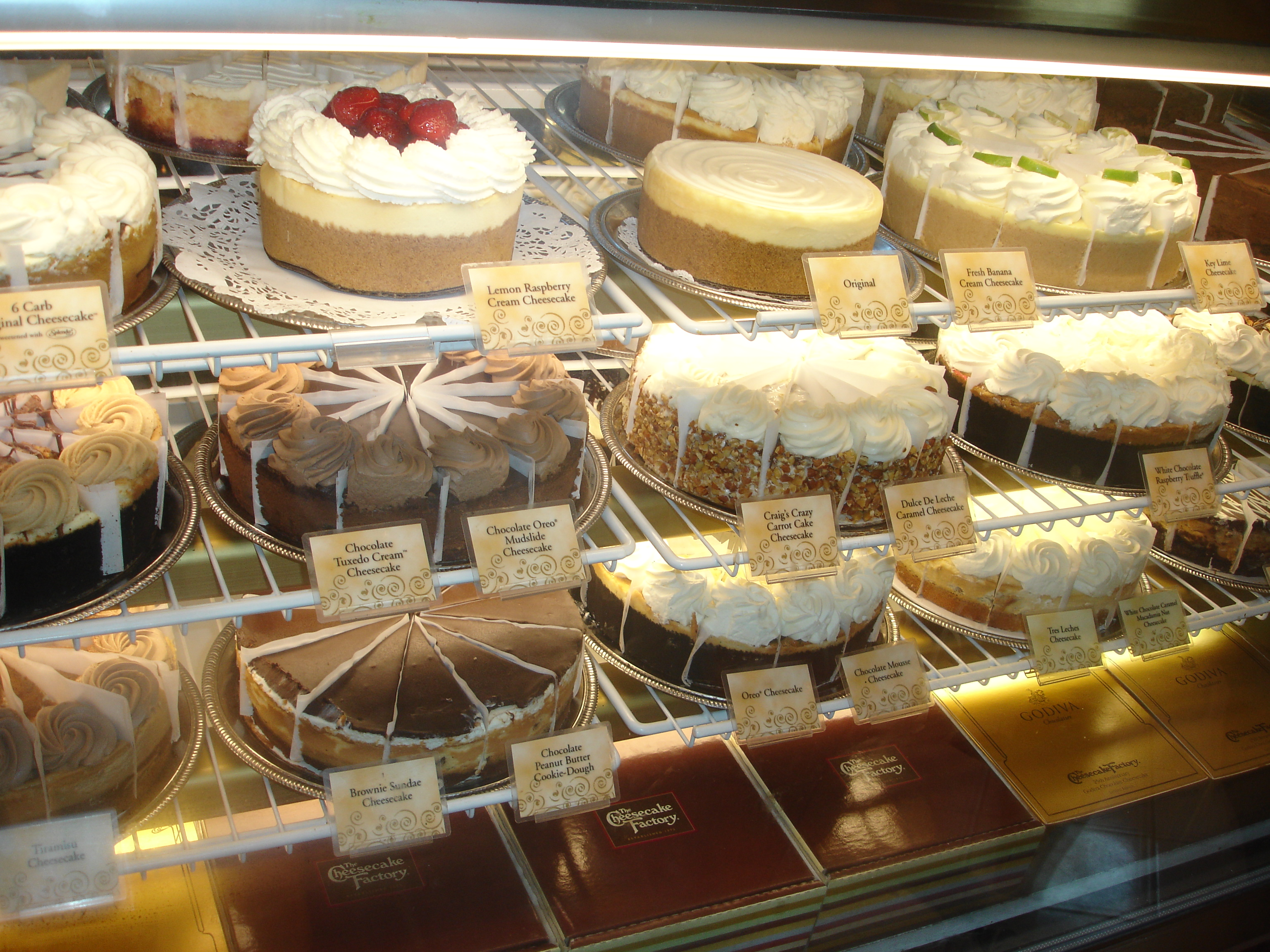

더 치즈케이크 팩토리 식사 메뉴에는 스테이크, 갈비 요리, 버거, 닭고기, 해산물, 샌드위치, 파스타, 수프, 다양한 요리의 샐러드가 포함되어 있다. 일반 식사 메뉴 외에도 샐러드, 버거, 샌드위치, 작은 접시 등을 포함한 저칼로리 메뉴도 제공한다. 브런치 메뉴는 토요일과 일요일에 제공되며 팬케이크, 와플, 프렌치 토스트, 계란이 포함되어 있다.
디저트 메뉴에는 35가지 치즈케이크 맛과 케이크, 밀크셰이크, 특선 디저트와 아이스크림 디저트가 제공된다. 회사 대변인에 따르면 이 레스토랑은 매년 거의 3,500만 조각의 치즈케이크를 판매한다고 한다.
250개 이상의 메뉴 항목은 모두 주문 후 처음부터 만들어진다.

### 칼로리 함량
더 치즈케이크 팩토리는 고칼로리 및 고지방 음식을 많이 제공하고 건강에 좋은 메뉴 옵션이 부족하다는 비판을 받아왔다. 이러한 이유로 이 체인점은 맨스 헬스(Men's Health) 잡지에서 2010년 "미국 최악의 패밀리 레스토랑"으로 선정되었다. 이 레스토랑의 샌드위치에는 평균 1,400칼로리가 들어 있다. 2013년 공익과학센터는 치즈케이크 팩토리에서 발견된 일부 음식에 대해 더 나은 이해를 제공했다. 여기에는 치즈케이크 팩토리의 프라이드치킨 12조각보다 칼로리(2,610)가 더 많은 '크리스피 치킨 코스톨레타'가 포함된다. KFC와 치즈케이크 팩토리의 "비스트로 새우 파스타" 요리는 포화 지방 89g과 3,120칼로리로 전국 체인 레스토랑의 다른 어떤 메인 요리보다 더 많은 칼로리를 함유하고 있다. 미국 농무부의 영양 정책 및 홍보 센터는 일반적인 여성 성인이 하루에 약 2,000칼로리(남성은 2,500칼로리)를 섭취해야 하며 포화 지방은 10% 이하로 섭취해야 한다고 규정하고 있다. 더 건강하고 저칼로리 식사 옵션을 제공하기 위해 치즈케이크 팩토리는 다양한 칵테일, 샐러드, 애피타이저, 레몬 마늘 새우, 연어 구이 등의 특별 요리로 구성된 "스키니리셔스(Skinnylicious)" 메뉴를 만들었다.

## 코로나19 팬데믹
2020년 3월 18일, 오버튼(Overton)은 자신의 레스토랑이 코로나19 전염병으로 인한 상당한 재정적 손실로 인해 4월 임대료를 지불할 수 없지만 가능한 한 빨리 임대료 지불을 재개할 것이며 레스토랑은 2020년 코로나19 팬데믹 이후 재개장할 것이라고 밝혔다.